# 2016년 KBO 포스트시즌
2016 타이어뱅크 KBO 포스트시즌은 2016년 10월 10일부터 11월 2일까지 실시되었다.

## 달라지는 점
지난 시즌과 동일하게 4,5위간의 와일드카드 결정전을 시작으로 승리팀이 3위팀과 준 플레이오프를 치르고 이후 2위팀과 플레이오프, 1위팀과 한국시리즈를 치르는 순으로 포스트시즌이 진행된다.
와일드카드 결정전은 2전 2선승제로 한다. 4위 팀에게 1승 어드밴티지를 부여하므로 5위 팀은 2경기를 모두 이겨야 준플레이오프에 진출하고 그 외의 경우(1차전이나 2차전에서 4위 팀이 한게임이라도 이기거나 비길경우)는 4위 팀이 준플레이오프에 진출한다.
올해부터 잠실 중립구장 규정이 완전히 폐지되어 정규리그 1위팀이 홈 어드밴티지를 가지게 된다. 즉 1위팀은 1/2/6/7차전 경기를 홈에서 치루며, 플레이오프 승리팀의 경우에는 3/4/5차전을 홈에서 치루게 된다.

## 진출팀
2016년 포스트시즌에 진출한 팀은 두산 베어스, NC 다이노스, 넥센 히어로즈, LG 트윈스, KIA 타이거즈이다. 특히 2013년 이후 3년만에 서울을 연고로 하는 3개팀(두산 베어스, 넥센 히어로즈, LG 트윈스)이 모두 포스트시즌에 진출하게 되었다.
먼저, 두산 베어스는 작년에 이어 2년 연속 포스트시즌 진출에 성공했으며, 지난 시즌 준플레이오프부터 시작해서 한국시리즈 우승을 차지한데 이어 이번 시즌에는 더스틴 니퍼트, 마이클 보우덴, 장원준, 유희관의 일명 "판타스틱 4" 선발진을 앞세워 1995년 이후 무려 21년 만에 정규시즌 우승과 동시에 단일 시즌 최다승인 93승을 기록하며 한국시리즈에 직행하면서 2년 연속 한국시리즈 진출 기록까지 세웠다.
정규시즌 2위 NC 다이노스는 2014년부터 3년 연속 포스트시즌 진출 성공, 2년 연속 플레이오프 직행에 성공했다. 시즌 초중반에는 15연승까지 달리는 등 승승장구하며 한때 선두 두산을 위협했으나, 주축 선수들 중 일부의 사건 사고 연루와 선발진 공백을 시즌 중에 겪으며 위기를 맞았지만 극복하며 무난히 3년 연속 가을야구의 초대를 받았다.
정규시즌 3위 넥센 히어로즈는 4년 연속 포스트시즌 진출을 기록했는데, 올 시즌 주축선수들의 대거 이탈로 힘든 시즌이 될 것이라는 전망을 깨고 김세현을 비롯한 기존 선수들의 재발견과 신재영을 필두로 한 신진 선수들도 발굴했다. 동시에 기존의 거포군단에서 기동력을 중심으로하는 다른 팀 컬러를 확립하며 값진 기록을 세웠다.
한편, 지난 시즌 9위를 기록했던 LG 트윈스는 지난 시즌부터 착실하게 투타 리빌딩을 성공적으로 하면서 완벽한 신구조화를 일구어 내며 정규시즌 4위로 2014년 이후 2년만에 포스트시즌에 진출하였다.
마지막으로 포스트시즌 티켓을 따낸 KIA 타이거즈는 2011년 이후 무려 5년만에 포스트시즌에 진출하였다. KIA의 김기태 감독은 2013년 LG 감독 2년차에 LG를 가을야구를 진출 시킨데 이어 KIA 감독 부임 2년차만에 팀을 정규시즌 5위로 가을야구로 이끄는데 성공했다.

## 대진표
|  | 와일드카드 결정전 | 와일드카드 결정전 | 와일드카드 결정전 |  |  | 준플레이오프 | 준플레이오프  | 준플레이오프 |  |  | 플레이오프 | 플레이오프  | 플레이오프 |  |  | 한국시리즈 | 한국시리즈  | 한국시리즈 |
|  |                   |                   |                   |  |  |              |               |              |  |  |            |             |            |  |  |            |             |            |
|  |                   |                   |                   |  |  |              |               |              |  |  |            |             |            |  |  | 1          | 두산 베어스 | 4          |
|  |                   |                   |                   |  |  |              |               |              |  |  | 2          | NC 다이노스 | 3          |  |  | 2          | NC 다이노스 | 0          |
|  |                   |                   |                   |  |  | 3            | 넥센 히어로즈 | 1            |  |  | 4          | LG 트윈스   | 1          |  |  |            |             |            |
|  | 4                 | LG 트윈스         | 1                 |  |  | 4            | LG 트윈스     | 3            |  |  |            |             |            |  |  |            |             |            |
|  | 5                 | KIA 타이거즈      | 1                 |  |  |              |               |              |  |  |            |             |            |  |  |            |             |            |

## 와일드카드 결정전

### 출장자 명단
| 팀           | 선수 명단 |
| LG 트윈스    | - 감독 - 양상문 - 코치 - 서용빈, 김정민, 경헌호, 한혁수, 유지현, 강상수, 박종호, 최정우 - 투수 - 우규민, 류제국, 이동현, 임정우, 진해수, 정찬헌, 데이비드 허프, 김지용, 헨리 소사, 봉중근 - 포수 - 유강남, 정상호 - 내야수 - 황목치승, 루이스 히메네스, 오지환, 손주인, 윤진호, 정성훈, 양석환, 서상우 - 외야수 - 이병규(7), 김용의, 안익훈, 이천웅, 박용택, 이형종, 문선재, 채은성 |
| KIA 타이거즈 | - 감독 - 김기태 - 코치 - 박흥식, 김종국, 조계현, 이대진, 김태룡, 김창희, 나카무라 다케시, 유동훈 - 투수 - 임창용, 최영필, 윤석민, 지크 스프루일, 고효준, 한승혁, 헥터 노에시, 홍건희, 김윤동, 양현종, 김광수, 김진우 - 포수 - 이성우, 한승택 - 내야수 - 김선빈, 서동욱, 안치홍, 강한울, 이범호, 김주형, 고장혁, 브렛 필 - 외야수 - 신종길, 김주찬, 나지완, 이호신, 김호령, 노수광   |

### 경기 기록
| 일시               | 경기  | 원정팀(선공) | 스코어 | 홈팀(후공) | 개최 구장             | 개시 시각 | 관중수   | 경기 MVP            |
| ------------------ | ----- | ------------ | ------ | ---------- | --------------------- | --------- | -------- | ------------------- |
| 10월 10일(월)      | 1차전 | KIA 타이거즈 | 4 - 2  | LG 트윈스  | 서울종합운동장 야구장 | 18시 30분 | 25,000명 | 헥터 (KIA 타이거즈) |
| 10월 11일(화)      | 2차전 | KIA 타이거즈 | 0 - 1  | LG 트윈스  | 서울종합운동장 야구장 | 18시 30분 | 25,000명 | 류제국 (LG 트윈스)  |
| 승리팀 : LG 트윈스 |       |              |        |            |                       |           |          |                     |

### 1차전
2016년 10월 10일 - 서울종합운동장 야구장
| 팀                                                                                  | 1 | 2 | 3 | 4 | 5 | 6 | 7 | 8 | 9 | R | H | E | B |
| KIA 타이거즈 ◄                                                                      | 0 | 0 | 0 | 2 | 0 | 1 | 0 | 1 | 0 | 4 | 5 | 1 | 0 |
| LG 트윈스                                                                           | 0 | 0 | 0 | 0 | 0 | 0 | 0 | 2 | 0 | 2 | 6 | 2 | 2 |
| 승리 투수: 헥터 노에시 패전 투수: 데이비드 허프 세이브: 임창용 홀드: 고효준, 윤석민 |   |   |   |   |   |   |   |   |   |   |   |   |   |

- 시구 : 손나은 (에이핑크)
- KIA 임창용, 역대 포스트 시즌 최고령 세이브 (만 40세 4개월 6일)
- 1차전 MVP : KIA 헥터 노에시 7이닝 2실점(1자책) 1볼넷 3탈삼진 5피안타 (투구수 : 98개)

1차전에서 LG에서는 데이비드 허프가, KIA에서는 헥터 노에시가 각각 등판했다.
양팀 외국인 에이스의 팽팽한 투수전으로 전개된 경기는 4회에 KIA 쪽으로 넘어갔다.
4회초, 브렛 필의 중전 안타와 나지완의 우익 선상 2루타로 만든 1사 2,3루에서 이범호의 2루 플라이와 안치홍의 땅볼로 찬스가 무산되는듯 했지만, 안치홍의 유격수 땅볼 타구를 오지환이 잡지 못하며 루상의 주자 2명을 모두 홈으로 불러들여 2:0으로 앞서 나갔다.
이후, KIA는 6회초, 브렛 필의 2루타와 김주찬의 1루 땅볼로 만든 1사 3루에서 나지완의 중견수 희생플라이로 1점을 추가했고, 8회초에 2사 2루에서 김주찬의 적시타로 2루 주자 노수광이 홈을 밣으며, 스코어를 4:0으로 벌렸다.
LG는 이어진 8회말 공격에서 오지환의 2루타와 이병규(7)의 내야 플라이 타구를 김선빈이 놓치면서 만든 무사 1,3루 상황에서 유강남의 안타로 1점을 만회했고, 이어진 대타 서상우의 타석에서 폭투로 3루주자가 홈에 들어오면서 1점을 더 추가했지만, 1루 주자 유강남의 주루 미스로 아웃이 되면서 분위기가 완전히 가져오지 못하고, 1차전을 내주게 되었다.
이 날 경기는 양 팀의 유격수로 인해 희비가 갈렸다. LG는 앞서 언급한 4회초에 오지환의 실책으로 2점을 내주며 KIA에 분위기를 내줬고, 반면, KIA의 유격수 김선빈은 2회와 4회에 두 번의 안타성 타구를 병살로 연결시키는 호수비를 선보이며, LG의 분위기를 끊는 결정적인 역할을 했다.

### 2차전
2016년 10월 11일 - 서울종합운동장 야구장
| 팀                                  | 1 | 2 | 3 | 4 | 5 | 6 | 7 | 8 | 9 | R | H | E | B |
| KIA 타이거즈                        | 0 | 0 | 0 | 0 | 0 | 0 | 0 | 0 | 0 | 0 | 1 | 2 | 6 |
| LG 트윈스 ◄                         | 0 | 0 | 0 | 0 | 0 | 0 | 0 | 0 | 1 | 1 | 8 | 0 | 4 |
| 승리 투수: 임정우 패전 투수: 임창용 |   |   |   |   |   |   |   |   |   |   |   |   |   |

- 시구 : 가수 아웃사이더
- LG 류제국, 역대 포스트 시즌 한 경기 최다 몸에 맞는 공 타이 기록 (3개, 6번째)
- LG 김용의, 역대 포스트 시즌 3번째 끝내기 희생플라이
- 2차전 MVP : LG 류제국 8이닝 0실점 6볼넷 6탈삼진 1피안타 (투구수 : 116개)

2차전에서 LG에서는 류제국이, KIA에서는 양현종이 각각 등판했다.
이날 경기는 역대 최고의 투수전이라 해도 과언이 아닌 투수전이 펼쳐졌다.
LG 선발 류제국은 6회 1사까지 노히트를 기록하는 등, 8이닝동안 6볼넷 1피안타 6탈삼진으로 최고의 피칭을 보였다.
KIA 선발 양현종은 6이닝 동안 95개의 공을 던지면서 2회말을 제외하고 매 이닝 주자를 내보냈다. 하지만, 주자를 한 명도 홈으로 들어오지 못하게 위기관리 능력을 보여줬다. 1회 말 선두타자 출루, 3회 말 1사 2, 3루, 4회 말 선두타자 출루, 그리고 5,6회 이어지는 실점 위기를 완벽히 막아냈다.
또한 야수들도 호수비를 펼치며 양팀의 선발투수들의 어깨를 가볍게 했다.
5회말, LG가 2사 2루 상황에서 박용택의 안타성 타구를 좌익수 김주찬이 뒤로 넘어지면서 캐치하며 실점을 막았고, 이어진 6최초, KIA 공격에서 1사 2루 상황에서 나지완의 안타성 타구를 유격수 오지환이 다이빙 캐치로 막아내며, 실점을 막았다. 특히, 8회말, 2사 1,3루의 상황에서 양석환의 안타성 타구를 KIA의 우익수 노수광이 그림 같은 다이빙 캐치로 잡아 양팀의 응원단의 희비를 엇갈리게 했다.
경기의 승패는 9회말에 갈렸다. 정상호의 안타와 손주인의 고의4구, 서상우의 안타로 만든 1사 만루상황에서 김용의의 중견수 희생플라이에 3루주자가 홈에 들어오면서 LG 트윈스가 준플레이오프에 진출했다.(참고로 당시 희생플라이를 만든 중견수는 김호령이었는데, 당시 김용의의 타구였다면, 보통 공을 잡는것을 포기하고 끝내기 안타가 될 정도의 타구였으나, 끝까지 쫓아가서 플라이공을 포구했고, 끝내기 안타가 아닌 희생플라이를 만들어내어 그 투혼에 탈락을 했음에도 찬사를 받았다.)

## 준플레이오프

### 출장자 명단
| 팀            | 선수 명단 |
| 넥센 히어로즈 | - 감독 - 염경엽 - 코치 - 이강철, 박철영, 강병식, 홍원기, 손혁, 정수성, 박승민, 심재학 - 투수 - 앤디 밴 헤켄, 스콧 맥그레거, 신재영, 오주원, 마정길, 박주현, 황덕균, 김건태, 이보근, 김상수, 김세현 - 포수 - 박동원, 김재현, 주효상 - 내야수 - 서건창, 김민성, 윤석민, 김하성, 채태인, 김지수, 김웅빈 - 외야수 - 고종욱, 이택근, 대니 돈, 유재신, 임병욱, 강지광, 김민준          |
| LG 트윈스     | - 감독 - 양상문 - 코치 - 서용빈, 김정민, 경헌호, 한혁수, 유지현, 강상수, 박종호, 최정우 - 투수 - 우규민, 류제국, 이동현, 임정우, 진해수, 정찬헌, 데이비드 허프, 김지용, 헨리 소사, 봉중근, 임찬규, 윤지웅 - 포수 - 유강남, 정상호 - 내야수 - 황목치승, 루이스 히메네스, 오지환, 손주인, 윤진호, 정성훈, 양석환, 서상우 - 외야수 - 김용의, 안익훈, 이천웅, 박용택, 문선재, 채은성 |

### 경기 기록
| 일시                                                      | 경기  | 원정팀(선공)  | 스코어 | 홈팀(후공)    | 개최 구장             | 개시 시각 | 관중수   | 경기 MVP                |
| --------------------------------------------------------- | ----- | ------------- | ------ | ------------- | --------------------- | --------- | -------- | ----------------------- |
| 10월 13일(목)                                             | 1차전 | LG 트윈스     | 7 - 0  | 넥센 히어로즈 | 고척스카이돔          | 18시 30분 | 16,300명 | 김용의 (LG 트윈스)      |
| 10월 14일(금)                                             | 2차전 | LG 트윈스     | 1 - 5  | 넥센 히어로즈 | 고척스카이돔          | 18시 30분 | 16,300명 | 밴 헤켄 (넥센 히어로즈) |
| 10월 16일(일)                                             | 3차전 | 넥센 히어로즈 | 1 - 4  | LG 트윈스     | 서울종합운동장 야구장 | 14시 00분 | 25,000명 | 유강남 (LG 트윈스)      |
| 10월 17일(월)                                             | 4차전 | 넥센 히어로즈 | 4 - 5  | LG 트윈스     | 서울종합운동장 야구장 | 18시 30분 | 24,352명 | 이동현 (LG 트윈스)      |
| 승리팀 : LG 트윈스, 준플레이오프 MVP : 오지환 (LG 트윈스) |       |               |        |               |                       |           |          |                         |

### 1차전
2016년 10월 13일 - 고척스카이돔
| 팀                                            | 1 | 2 | 3 | 4 | 5 | 6 | 7 | 8 | 9 | R | H  | E | B |
| LG 트윈스 ◄                                   | 1 | 0 | 0 | 0 | 3 | 2 | 1 | 0 | 0 | 7 | 9  | 1 | 3 |
| 넥센 히어로즈                                 | 0 | 0 | 0 | 0 | 0 | 0 | 0 | 0 | 0 | 0 | 11 | 0 | 2 |
| 승리 투수: 헨리 소사 패전 투수: 스콧 맥그레거 |   |   |   |   |   |   |   |   |   |   |    |   |   |

- 시구 : 솔지 (EXID)
- 1차전 MVP : LG 김용의 4타수 3안타 2타점 3득점 (준PO 1차전 타율 : 0.750)

1차전에서 넥센에서는 스콧 맥그레거가, LG에서는 헨리 소사가 각각 등판했다.
1차전은 초반에 승부가 갈렸다. 1회초, LG는 김용의의 안타와 이천웅의 투수땅볼,  박용택의 안타로 만든 1사 1,3루에서 히메네스의 1루 땅볼로 선취점을 올렸다.
이후 소강상태 경기는 5회초에 LG쪽으로 분위기가 넘어간다. 양석환의 볼넷과 정상호의 안타, 손주인의 희생 번트로 만든 1사 2,3루에서 김용의의 좌중간 2루타로 2점을 추가했고, 박용택의 적시타로 LG는 5회초에 3점을 내며 달아났고, 6회초에는 오지환의 내야 안타와 채은성의 2루타로 만든 무사 2,3루에서 폭투와 정상호의 희생 플라이로 2점을 더 추가했다.
LG는 7회초에도 김용의의 안타와 이천웅의 희생 번트, 박용택의 적시타로 1점 더 추가 승부에 사실상 쐐기를 박았다.
넥센은 LG보다 안타를 2개 더 때렸으나, 타선의 응집력이 아쉬웠다. 특히,  1회말과, 4회말에 두차레의 만루찬스를 살리지 못한 것이 뼈아팠다.

### 2차전
2016년 10월 14일 - 고척스카이돔
| 팀                                                                                    | 1 | 2 | 3 | 4 | 5 | 6 | 7 | 8 | 9 | R | H  | E | B |
| LG 트윈스                                                                             | 0 | 0 | 0 | 0 | 0 | 0 | 0 | 1 | 0 | 1 | 4  | 0 | 1 |
| 넥센 히어로즈 ◄                                                                       | 1 | 0 | 1 | 3 | 0 | 0 | 0 | 0 | X | 5 | 10 | 1 | 6 |
| 승리 투수: 앤디 밴 헤켄 패전 투수: 우규민 홈런: 넥센 – 임병욱 (우규민 상대로 3회 1점) |   |   |   |   |   |   |   |   |   |   |    |   |   |

- 시구 : 예지 (피에스타)
- 2차전 MVP : 넥센 앤디 밴 헤켄 7.2이닝 1실점 1볼넷 5탈삼진 3피안타 (투구수 : 102개)

2차전에서 넥센에서는 앤디 밴 헤켄이, LG에서는 우규민이 각각 등판했다.
2차전은 1차전과 정반대의 결과가 나왔다.
1회말, 넥센은 고종욱의 안타와 김하성의 적시타로 선취점을 획득했고, 3회말에는 임병욱이 우중간을 넘어가는 솔로홈런(비거리: 125m)를 날리며, 2:0으로 앞서나갔다.(이 홈런은 고척스카이돔구장의 포스트시즌 1호 홈런이 되었다.)
넥센은 4회말, 김민성과 이택근읜 연속안타와 박동원의 희생 번트, 임병욱의 볼넷으로 만든 1사 만루에서 서건창의 2타점 적시타와 고종욱의 1타점 적시타로 3점을 추가, 전날 두 차례의 만루 상황에서 타선이 터지지 않은 아쉬움을 날렸다.
LG는 8회초에 1점을 만회했지만, 승부를 뒤집기에는 역부족이였고, 전날 불붙은 타격감이 하루 만에 식어버린 것이 아쉬웠다.
반면, 넥센은 선발 앤디 밴 헤켄에 7.2이닝 호투에 힘입어 시리즈를 원점으로 만들고, 승부는 잠실로 넘어가게 되었다.

### 3차전
2016년 10월 16일 - 서울종합운동장 야구장
| 팀 | 1 | 2 | 3 | 4 | 5 | 6 | 7 | 8 | 9 | R | H | E | B |
| 넥센 히어로즈 | 0 | 0 | 0 | 0 | 1 | 0 | 0 | 0 | 0 | 1 | 6 | 1 | 2 |
| LG 트윈스 ◄ | 0 | 0 | 0 | 2 | 0 | 0 | 2 | 0 | X | 4 | 9 | 0 | 6 |
| 승리 투수: 데이비드 허프 패전 투수: 신재영 세이브: 임정우 홀드: 정찬헌 홈런: LG – 유강남 (4회 신재영 상대로 4회 2점) |   |   |   |   |   |   |   |   |   |   |   |   |   |

- 시구 : 미나 (트와이스) / 시타 : 채영 (트와이스)
- 3차전 MVP : LG 유강남 4타수 1안타 2타점 1득점 1홈런 (준PO 3차전 타율 : 0.250)

3차전에서 넥센에서는 신재영이, LG에서는 데이비드 허프가 각각 등판했다.

### 4차전
2016년 10월 17일 - 서울종합운동장 야구장
| 팀                                                 | 1 | 2 | 3 | 4 | 5 | 6 | 7 | 8 | 9 | R | H  | E | B |
| 넥센 히어로즈                                      | 0 | 4 | 0 | 0 | 0 | 0 | 0 | 0 | 0 | 4 | 6  | 2 | 2 |
| LG 트윈스 ◄                                        | 0 | 0 | 2 | 0 | 2 | 0 | 0 | 1 | X | 5 | 13 | 0 | 4 |
| 승리 투수: 정찬헌 패전 투수: 김세현 세이브: 임정우 |   |   |   |   |   |   |   |   |   |   |    |   |   |

- 시구 : 경리 (나인뮤지스)
- 4차전 MVP : LG 이동현 2.1이닝 0실점 0볼넷 1탈삼진 0피안타 (투구수 : 26개)

4차전에서 넥센에서는 스콧 맥그레거가, LG에서는 류제국이 각각 등판했다.
- 준플레이오프 MVP : 오지환 0.500 (12타수 6안타 4볼넷 3타점 2득점)

## 플레이오프

### 출장자 명단
| 팀          | 선수 명단 |
| NC 다이노스 | - 감독 - 김경문 - 코치 - 이동욱, 전준호, 최기문, 박승호, 최일언, 이광길, 구천서, 양승관 - 투수 - 임정호, 이민호, 재크 스튜어트, 에릭 해커, 배재환, 임창민, 원종현, 장현식, 김진성, 구창모, 최금강 - 포수 - 김태군, 용덕한 - 내야수 - 박민우, 모창민, 이상호, 지석훈, 손시헌, 에릭 테임즈, 박석민, 조영훈, 이호준 - 외야수 - 김준완, 김종호, 김성욱, 이종욱, 나성범, 권희동       |
| LG 트윈스   | - 감독 - 양상문 - 코치 - 서용빈, 김정민, 경헌호, 한혁수, 유지현, 강상수, 박종호, 최정우 - 투수 - 우규민, 류제국, 이동현, 임정우, 진해수, 정찬헌, 데이비드 허프, 김지용, 헨리 소사, 봉중근, 임찬규, 윤지웅 - 포수 - 유강남, 정상호 - 내야수 - 황목치승, 루이스 히메네스, 오지환, 손주인, 윤진호, 정성훈, 양석환, 서상우 - 외야수 - 김용의, 안익훈, 이천웅, 박용택, 문선재, 채은성 |

### 경기 기록
| 일시                                                          | 경기  | 원정팀(선공) | 스코어 | 홈팀(후공)  | 개최 구장             | 개시 시각 | 관중수   | 경기 MVP             |
| ------------------------------------------------------------- | ----- | ------------ | ------ | ----------- | --------------------- | --------- | -------- | -------------------- |
| 10월 21일(금)                                                 | 1차전 | LG 트윈스    | 2 - 3  | NC 다이노스 | 마산종합운동장 야구장 | 18시 30분 | 11,000명 | 용덕한 (NC 다이노스) |
| 10월 22일(토)                                                 | 2차전 | LG 트윈스    | 0 - 2  | NC 다이노스 | 마산종합운동장 야구장 | 14시 00분 | 11,000명 | 박석민 (NC 다이노스) |
| 10월 24일(월)                                                 | 3차전 | NC 다이노스  | 1 - 2  | LG 트윈스   | 서울종합운동장 야구장 | 18시 30분 | 25,000명 | 양석환 (LG 트윈스)   |
| 10월 25일(화)                                                 | 4차전 | NC 다이노스  | 8 - 3  | LG 트윈스   | 서울종합운동장 야구장 | 18시 30분 | 25,000명 | 해커 (NC 다이노스)   |
| 승리팀 : NC 다이노스, 준플레이오프 MVP : 박석민 (NC 다이노스) |       |              |        |             |                       |           |          |                      |

### 1차전
2016년 10월 21일 - 마산종합운동장 야구장
| 팀 | 1 | 2 | 3 | 4 | 5 | 6 | 7 | 8 | 9 | R | H  | E | B |
| LG 트윈스 | 0 | 0 | 0 | 0 | 0 | 0 | 1 | 1 | 0 | 2 | 3  | 0 | 5 |
| NC 다이노스 ◄ | 0 | 0 | 0 | 0 | 0 | 0 | 0 | 0 | 3 | 3 | 10 | 0 | 3 |
| 승리 투수: 임창민 패전 투수: 임정우 홀드: 정찬헌, 진해수 홈런: LG – 루이스 히메네스 (7회 에릭 해커 상대로 1점), 정상호 (8회 에릭 해커 상대로 8회 1점) |   |   |   |   |   |   |   |   |   |   |    |   |   |

- 시구 : 위주빈 (내동중학교 야구 선수/육종암 투병 중)
- 1차전 MVP : NC 용덕한 1타수 1안타 1타점 (PO 1차전 타율 : 1.000)

1차전에서 NC에서는 에릭 해커가, LG에서는 헨리 소사가 각각 등판했다.

### 2차전
2016년 10월 22일 - 마산종합운동장 야구장
| 팀 | 1 | 2 | 3 | 4 | 5 | 6 | 7 | 8 | 9 | R | H | E | B |
| LG 트윈스 | 0 | 0 | 0 | 0 | 0 | 0 | 0 | 0 | 0 | 0 | 4 | 0 | 1 |
| NC 다이노스 ◄ | 0 | 0 | 0 | 0 | 0 | 0 | 2 | 0 | X | 2 | 5 | 1 | 1 |
| 승리 투수: 재크 스튜어트 패전 투수: 데이비드 허프 세이브: 이민호 홀드: 원종현 홈런: NC – 박석민 (데이비드 허프 상대로 7회 2점) |   |   |   |   |   |   |   |   |   |   |   |   |   |

- 시구 : 김종현 (2016 리우데자네이루 올림픽 사격 은메달리스트)
- 2차전 MVP : NC 박석민 3타수 1안타 2타점 1득점 1홈런 (PO 2차전 타율 : 0.333)

2차전에서 NC에서는 재크 스튜어트가, LG에서는 데이비드 허프가 각각 등판했다.

### 3차전
2016년 10월 24일 - 서울종합운동장 야구장
| 팀                                  | 1 | 2 | 3 | 4 | 5 | 6 | 7 | 8 | 9 | 10 | 11 | R | H | E | B  |
| NC 다이노스                         | 0 | 0 | 0 | 0 | 0 | 1 | 0 | 0 | 0 | 0  | 0  | 1 | 6 | 1 | 9  |
| LG 트윈스 ◄                         | 1 | 0 | 0 | 0 | 0 | 0 | 0 | 0 | 0 | 0  | 1  | 2 | 6 | 1 | 16 |
| 승리 투수: 임정우 패전 투수: 김진성 |   |   |   |   |   |   |   |   |   |    |    |   |   |   |    |

- 시구 : 배우 진세연
- 3차전 MVP : LG 양석환 1타수 1안타 1타점 (PO 3차전 타율 : 1.000)

3차전에서 NC에서는 장현식이, LG에서는 류제국이 각각 등판했다.

### 4차전
2016년 10월 25일 - 서울종합운동장 야구장
| 팀 | 1 | 2 | 3 | 4 | 5 | 6 | 7 | 8 | 9 | R | H  | E | B |
| NC 다이노스 ◄ | 0 | 0 | 0 | 1 | 0 | 0 | 3 | 2 | 2 | 8 | 13 | 0 | 5 |
| LG 트윈스 | 0 | 0 | 1 | 0 | 0 | 0 | 0 | 2 | 0 | 3 | 8  | 0 | 5 |
| 승리 투수: 에릭 해커 패전 투수: 데이비드 허프 홈런: NC – 에릭 테임즈 (우규민 상대 4회 1점), 박석민 (데이비드 허프 상대 7회 1점), 김성욱 (데이비드 허프 상대 7회 2점) |   |   |   |   |   |   |   |   |   |   |    |   |   |

- 시구 : 지효 (트와이스) / 시타 : 모모 (트와이스)
- 4차전 MVP : NC 에릭 해커 7이닝 1실점 3볼넷 1탈삼진 6피안타 (투구수 : 105개)
- 플레이오프 MVP : NC 박석민 0.222 (9타수 2안타 4볼넷 2홈런 3타점 3득점)

4차전에서 NC에서는 에릭 해커가, LG에서는 우규민이 각각 등판했다.

## 중계 일정
2016년 한국 프로 야구 포스트시즌은 다음과 같은 방송사로부터 중계방송되었다.

### TV 중계

#### 와일드카드 결정전
1차전
- SBS TV - 캐스터: 정우영, 해설: 이순철

녹화중계
- KBS N 스포츠 - 캐스터: 이호근, 해설:  송진우
- MBC SPORTS+ - 캐스터: 한명재, 해설: 박재홍
- SPOTV - 캐스터: 최두영, 해설: 염종석

2차전
- MBC TV - 캐스터: 한명재, 해설: 허구연, 이종범

#### 준플레이오프
1차전
- KBS 2TV - 캐스터: 김현태, 해설: 이용철

2차전
- MBC TV - 캐스터: 한명재, 해설: 허구연, 정민철

3차전
- SBS TV - 캐스터: 정우영, 해설: 이순철

4차전
- SBS TV - 캐스터: 정우영, 해설: 이순철

#### 플레이오프
1차전
- MBC TV - 캐스터: 한명재, 해설: 허구연, 정민철

2차전
- KBS 2TV - 캐스터: 유지철, 해설: 이용철

3차전
- 주관방송사
  - Sky Sports - 캐스터: 임용수, 해설: 이효봉
- 옵튜브 중계
  - MBC SPORTS+ - 캐스터: 한명재, 해설: 허구연
  - SBS Sports - 캐스터: 정우영, 해설: 이순철
  - KBS N 스포츠 - 캐스터: 강성철, 해설: 송진우, 장성호
  - SPOTV - 캐스터: 김민수 해설: 염종석

4차전
- MBC TV - 캐스터: 한명재, 해설: 정민철, 이종범

### 라디오 중계

#### 와일드카드 결정전
1차전
- KBS 제2라디오 - 캐스터: 유지철, 해설: 동봉철

2차전
- KBS 제2라디오 - 캐스터: 유지철, 해설: 동봉철

#### 준플레이오프
1차전
- KBS 제2라디오 - 캐스터: 유지철, 해설: 동봉철

2차전
- KBS 제2라디오 - 캐스터: 유지철, 해설: 동봉철

3차전
- KBS 제2라디오 - 캐스터: 유지철, 해설: 동봉철

4차전
- KBS 제2라디오 - 캐스터: 유지철, 해설: 동봉철

#### 플레이오프
1차전
- KBS 제2라디오, SBS 러브FM, KNN 파워FM, MBC 경남 표준FM

2차전
- SBS 러브FM, KNN 파워FM, MBC 경남 표준FM

3차전
- KBS 제2라디오, KNN 파워FM, MBC 경남 표준FM

4차전
- KBS 제2라디오, SBS 러브FM, KNN 파워FM, MBC 경남 표준FM

## 같이 보기
- 2016년 KBO 리그
- 2016년 한국시리즈